# Fincken
Fincken ist eine Gemeinde im Westen des Landkreises Mecklenburgische Seenplatte in Mecklenburg-Vorpommern. Sie wird vom Amt Röbel-Müritz mit Sitz in der Stadt Röbel/Müritz verwaltet.

## Geografie
Die Gemeinde Fincken liegt in der Mecklenburgischen Seenplatte in einem hügeligen Gebiet, das im Eckerberg mit 96 m ü. NN den höchsten Punkt erreicht. Im Gemeindegebiet liegt der von der Elde durchflossene Finckener See. Die Stadt Röbel ist zwölf Kilometer entfernt.
Umgeben wird Fincken von den Nachbargemeinden Fünfseen im Norden, Leizen im Nordosten, Bütow im Osten, Eldetal im Süden, Wittstock/Dosse im Südwesten, Ganzlin im Westen sowie Altenhof im Nordwesten.
Zu Fincken gehören die Ortsteile Dammwolde, Fichtental, Jaebetz, Käselin, Knüppeldamm und Marienhof. In Dammwolde befindet sich die sehenswerte Kirche Dammwolde.

## Geschichte

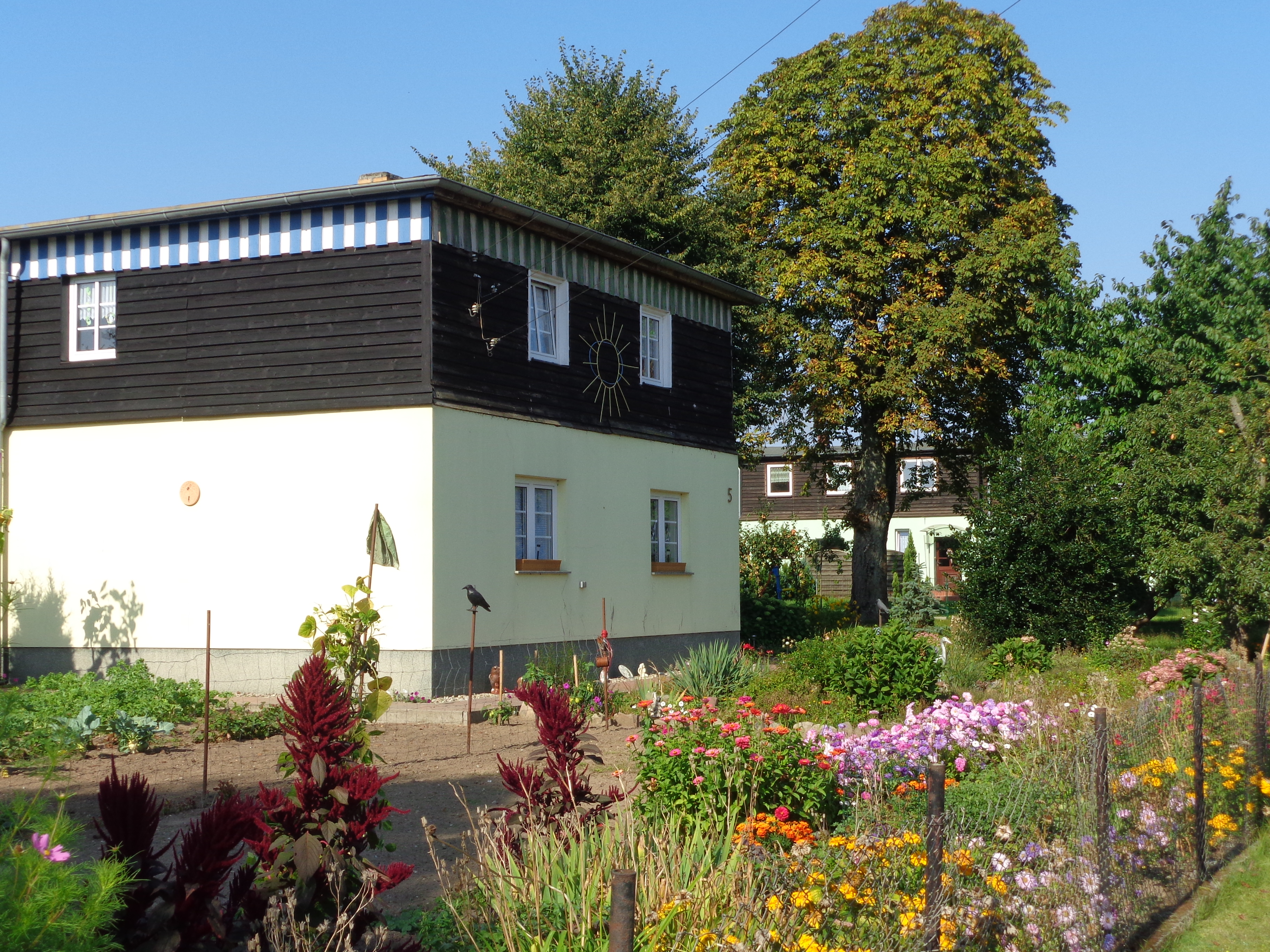
Ostfriesische Häuser im Ortsteil Knüppeldamm

Die Finckener Kirche stammt aus dem Jahre 1748. Wahrscheinlich ist sie die einzige Kirche in der Landeskirche Mecklenburg, die durch die evangelische Kirchgemeinde an die Gemeinde verpachtet wurde. Gemeinsam wurde erfolgreich für den Erhalt der Bausubstanz nach einer Finanzierung gesucht und im Ergebnis dessen im Jahr 2009 als erstes die Decke des Kirchraumes instand gesetzt.
Im Jahre 1310 wurde Fincken erstmals in einem Vertrag zwischen der Herrschaft Werle und den Grafen der Mark Brandenburg erwähnt. Zu den Besitzern des Dorfes gehörten die Grambow (Adelsgeschlecht), die Pritzbuer (Adelsgeschlecht), Petersdorff (Adelsgeschlechter) und zuletzt den 1814 in Wien mit dem Grafentitel ausgestatteten von Blücher (Adelsgeschlecht). Diesen erhielt dazu die mecklenburg-schwerinsche Anerkennung im Folgejahr 1815 Ludwig Gerhard Hartwig Friedrich von Blücher-Fincken (1769–1836). Er heiratete Friederike von Lücken-Massow, war Domherr zu Lübeck und Rechtsritter des Johanniterordens. Ihm folgte der Sohn Ludwig. jun. Graf Blücher (1814–1877). Letzter namhafter Grundbesitzer auf Fincken, Käselin und Darze war Wolfgang Graf von Blücher-Fincken (1854–1928), verheiratet mit Ella Haller von Hallerstein. Nach dem 1928 letztmals amtlich publizierten Güter-Adressbuch Mecklenburg umfasste das alte Allodialgut Fincken eine Größe von 783,90 ha und wurde durch zwei Inspektoren geleitet. Zum Besitz gehörten 141,40 ha Waldbestand. 1935, in der Zeit des Nationalsozialismus, wurden Fincken und andere Orte in der Umgebung (vor allem Knüppeldamm, Dammwolde und Jaebetz) mit Bauern aus Ostfriesland aufgesiedelt. An der Straße nach Zepkow sind viele ihrer Häuser erhalten. Charakteristisch ist die Holzbauweise der Oberetage bei gemauertem Erdgeschoss. Nach dieser Aufsiedlung von Fincken konzentrierten sich die Nachfahren der Grafen Blücher auf den 832,00 ha Besitz Darze. 
Dammwolde gehörte in früher Zeit der Catharina von Prignitz. Die Prignitz ist eine ganze alte Familie, welche im Lande Röbel mehrere Güter besaß. Das Adelsgeschlecht ist mit dem am 5. November 1757 bei der Schlacht bei Roßbach gefallenen königlich preußischen Oberst Johann Christoph von Prignitz ausgestorben. Dammwolde gehörte Anfang des 20. Jahrhunderts zum Ritterschaftlichen Amt Wredenhagen, Besitzer war damals Kommerzienrat Julius Heinrich Zimmermann, dann seine Erbengemeinschaft mit Sitz in Berlin und Leipzig. Die Flächen waren an sechs Erbpächter gegeben, zwei Verwalter waren eingesetzt. In der Gemarkung Dammwolde gab es acht weitere Bauernhöfe im Mittelwert um die 30 ha Größe.    
Käselin war lange ein Gutsdorf, zunächst wie Darze zum Besitz Stuer der Familie von Flotow zugehörig. 1766 zeigte die Witwe Barbara Anna Sophia von Flotow auf Käselin und im Folgejahr wohl der damalige Erbe Hauptmann von Flotow Verwüstungen im Ort an. Dann gehörte es wie Fincken den Grafen von Blücher, mit Darze bis 1945. 
Zeitweise existierte eine Glashütte im heutigen Ortsteil Knüppeldamm. Vormals bestand dort auch eine Brennerei.
Am 1. Juli 1950 wurde die bis dahin eigenständige Gemeinde Käselin eingegliedert. Mit Wirkung vom 1. Januar 2010 wurde die Gemeinde Jaebetz nach Fincken eingemeindet.

## Politik

### Gemeindevertretung und Bürgermeister
Der Gemeinderat besteht (inkl. Bürgermeister) aus acht Mitgliedern. Die Wahl zum Gemeinderat am 26. Mai 2019 hatte folgende Ergebnisse:
| Partei/Bewerber        | Prozent | Sitze |
| ---------------------- | ------- | ----- |
| CDU                    | 78,78   | 6     |
| Einzelbewerber Schmidt | 10,68   | 1     |
| Einzelbewerber Arndt   | 10,54   | 1     |

Bürgermeister der Gemeinde ist Erich Nacke (CDU), er wurde mit 68,31 % der Stimmen gewählt.

### Wappen
| Wappen von Fincken | Blasonierung: „In Gold eine rote Rundscheune mit flachem schwarzen Kegeldach, schwarzem Fachwerk im oberen Mauerteil und einem geschlossenen schwarzen Tor zwischen zwei kleinen schwarzen Rundbogenfenstern im unteren Mauerteil; darunter drei (2:1) schreitende blaue Finken mit je einem goldenen Auge.“ |
| Wappen von Fincken | Wappenbegründung: In dem Wappen wird mit den Finken redend Bezug auf den Gemeindenamen genommen. Die über einem massiven Sockel in Zierfachwerk erbaute Rundscheune widerspiegelt ein Zeugnis der Geschichte ländlicher Wirtschaftsbauten. Der im 18. Jh. als Reithalle errichtete Bau wird heute als Charakteristikum des Dorfes angesehen. Das Wappen wurde von dem Röbeler Grafiker Werner Schinko gestaltet. Es wurde am 10. Juli 2000 durch das Ministerium des Innern genehmigt und unter der Nr. 212 der Wappenrolle des Landes Mecklenburg-Vorpommern registriert. |

### Dienstsiegel
Das Dienstsiegel zeigt das Gemeindewappen mit der Umschrift „GEMEINDE FINCKEN“.

## Sehenswürdigkeiten

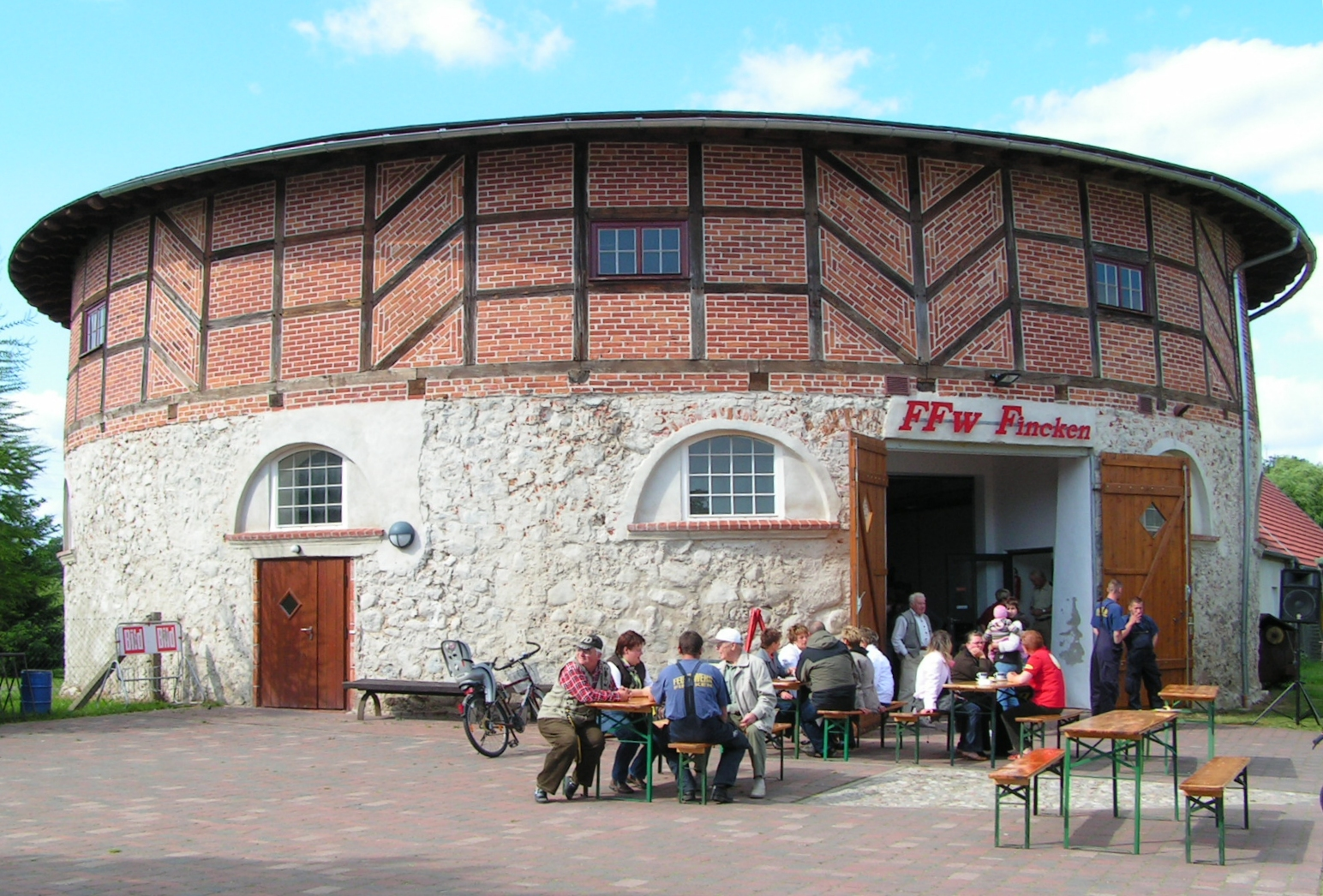
Rundscheune

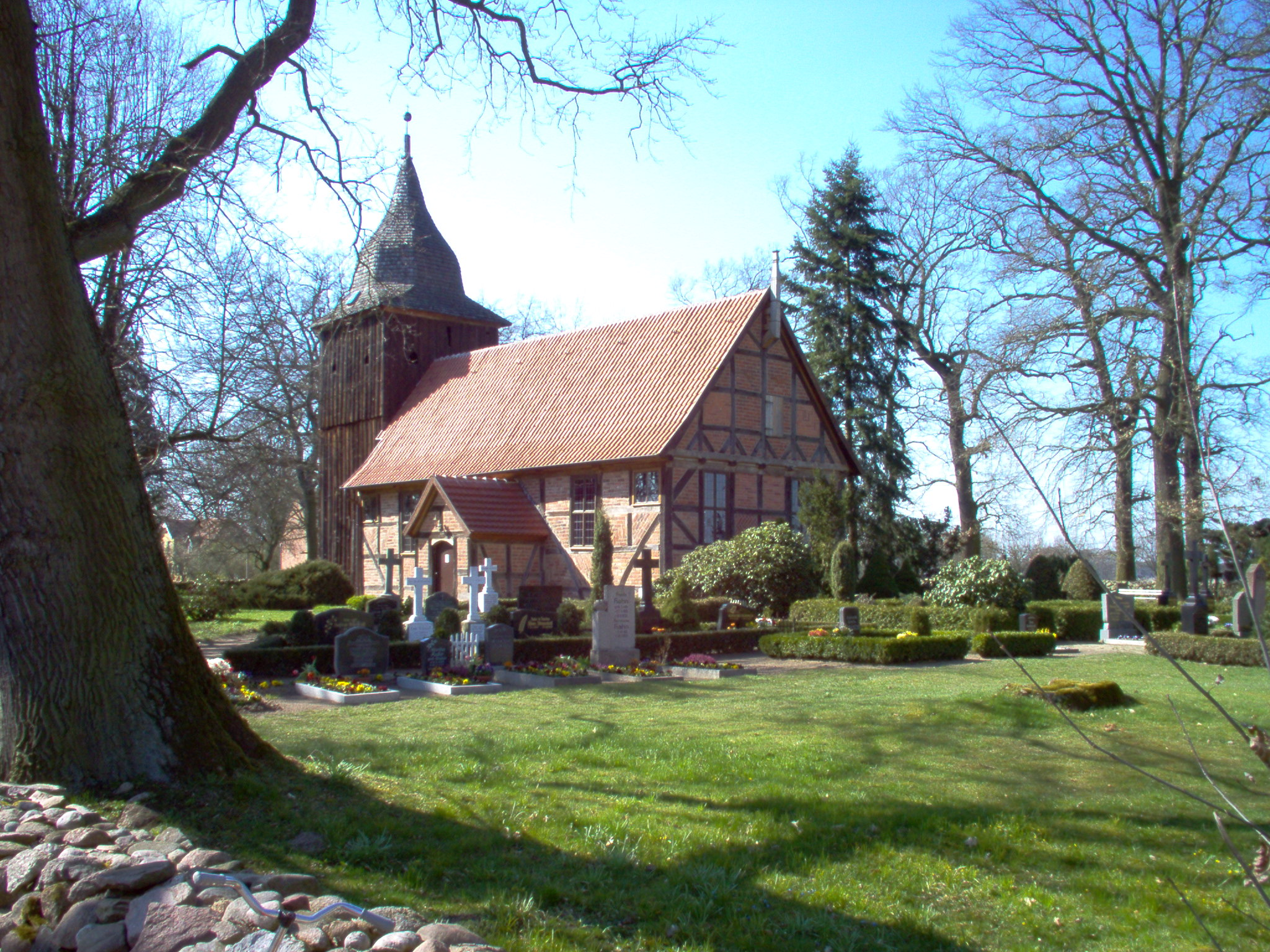
Fachwerkkirche Dammwolde

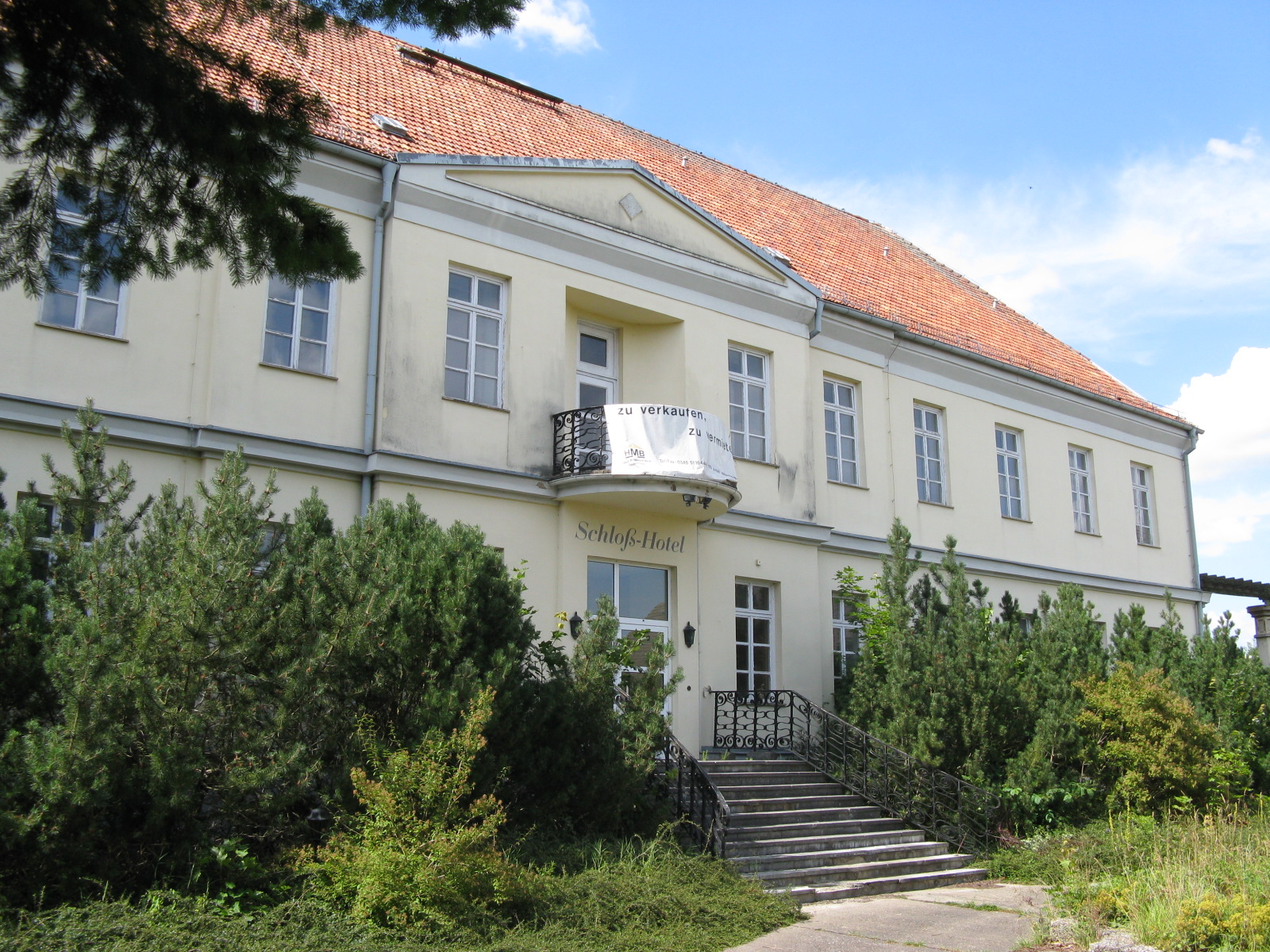
Ehemaliges Herrenhaus in Fincken

- Das ehemalige Herrenhaus in Fincken wurde 1801 unter dem Einfluss der Berliner Bauschule errichtet. Auf der Parkseite wurde zwischen 1850 und 1860 ein saalartiger Anbau im Stil der Tudorgotik angebaut. Der Landschaftspark mit Mausoleum wurde in der ersten Hälfte des 19. Jahrhunderts angelegt. In der DDR-Zeit als Betriebs-Ferienheim genutzt, wurde es zwischenzeitlich saniert und ab 2010 als Hotel betrieben. Inzwischen steht das Herrenhaus leer.[14] Die Rundscheune war ein Pferdestall aus dem 18. Jahrhundert und ist heute nach einer Sanierung Gemeindezentrum.
- Wenige hundert Meter östlich von Fincken wurde ein großer Findling beim Autobahnbau (A 19) freigelegt.
- Das Gebiet um Fincken ist durch Wanderwege erschlossen.
- Fachwerkkirche im Ortsteil Dammwolde

## Verkehr
Nahe Fincken quert die Bundesstraße 198 die Bundesautobahn 19 (Wittstock–Rostock) mit der Anschlussstelle Röbel. Fincken besaß einen Haltepunkt an der Bahnstrecke Ganzlin–Röbel. Der Personenverkehr auf der Strecke wurde bereits 1966 eingestellt. Die Strecke wurde 2012 stillgelegt und im Januar 2013 abgebaut. Die nächsten Bahnhöfe mit Personenverkehr befinden sich in Malchow und Wittstock/Dosse.

## Persönlichkeiten
In Fincken lebt der Metallbildner und Holzschnitzer Gerald Schwörk.